# Viasat
Viasat  var et tv-distributionsselskab, der var ejet af mediekoncern Nordic Entertainment Group (NENT Group), der var noteret på den svenske børs Nasdaq OMX Stockholm. 
I 2021 indgik selskabet i en fusion med Canal Digital og blev til Allente.
I Danmark havde NENT Group ejerskabet af en lang række betalings-tv-kanaler: Viasat Golf, Viasat Ultra HD, Viasat Series Viasat Film Premiere Viasat Film Action, Viasat Film Family, Viasat Film Hits, Viasat Explore, Viasat Nature og Viasat History. 
TV3-kanalerne – eller NENT Group, Viasat varetog kanalsalg og stod for at sælge TV3, TV3+, TV3 Puls, TV3 Sport 1 og TV3 Max til andre distributører – ligesom de også sælger Viasats betalings-tv-kanaler.
I 2020 fusionerede Viasat og Canal Digital til ét selskab og hedder nu fra d. 13. april 2021, Allente.

## Tv-kanaler

### Danmark
- TV3
- TV3+
- TV3 Puls
- TV3 Sport 1
- TV3 Max
- Viasat Film Premiere
- Viasat Film Action
- Viasat Film Hits
- Viasat Film Family
- Viasat Series
- Viasat Golf
- Viasat Ultra HD
- Viasat Explore
- Viasat History
- Viasat Nature

| Firma | Spire Denne artikel om et firma eller en virksomhed er en spire som bør udbygges. Du er velkommen til at hjælpe Wikipedia ved at udvide den. |